# フリスト・ヨヴォフ
フリスト・ゲオルギエフ・ヨヴォフ（ブルガリア語: Христо Георгиев Йовов、1977年11月4日 - ）は、ブルガリアの元サッカー選手、現サッカー指導者。元ブルガリア代表。ポジションはMF。

## クラブ歴

### 早年
1994-95シーズン、18歳を迎える前にして、PFCレフスキ・ソフィアでトップチームデビューを果たした。その試合は1995年8月22日に行われたUEFAカップ1995-96のFCディナモ・ブカレスト戦であった。その後、56試合に出場し19得点。
1998年1月にTSV1860ミュンヘンに移籍した、同月31日のハンザ・ロストック戦で59分にホルスト・ヘルトに代わって出場しブンデスリーガ初出場となるが、その後はベンチ生活が続きリーグ戦出場は9試合に止まった。ブンデスリーガであげた唯一の得点は同年10月3日の1.FCニュルンベルク戦でアウェーながらこの試合は5-1で大勝している。
1999年1月にレンタル移籍でPFCロコモティフ・ソフィアに加入するとチームの中心選手となった。2月26日のリテックス・ロヴェチ戦で初出場をすると、3月6日のFCミヌオル・ペルニク戦で初得点を飾った。

### リテックス・ロヴェチ
2000年1月、リテックス・ロヴェチに移籍。3月4日のPFCドブルジャ・ドブリチ戦で初出場、1週間後のFCピリン・ブラゴエヴグラト戦で初得点。1999-00シーズンは12試合9得点で終えた。
2000-01シーズンはゾラン・ヤンコヴィッチとのコンビネーションで全試合合わせて20得点の結果を残した。うちブルガリア・カップでも3得点し、同杯優勝に貢献した。
2002年8月15日のUEFAカップ 2002-03、FKアトランタス戦で2得点し同杯初得点を飾った。

### レフスキ・ソフィア
2005年12月2日のオリンピック・マルセイユ戦では鮮烈な決勝点を決め、サポーターやジャーナリストから「宝石屋」と呼ばれるようになった。同年のUEFAカップ 2005-06では準決勝まで進出し、翌年のUEFAチャンピオンズリーグ 2006-07でもグループステージに進出、ブルガリアのクラブとしては初めての事だった。

### アリス・リマソール
2008年1月4日、アリス・リマソールFCに10万ユーロ程度の移籍金で移籍。監督の構想外になっての移籍であった。キプロス・ファーストディビジョンでの初出場は12日のエスニコス・アフナFC戦で、17分にラウレンチュ・ディニチャと交代し初出場。14試合に出場し、エノシス・ネオン・パラリムニFC戦で唯一の得点をあげた。しかしクラブは2部に降格したため、相互の合意の上で契約解除した。

### アポロン・リマソール
2008年6月3日、アポロン・リマソールに2年契約で移籍。11月23日のアノルトシス・ファマグスタFC戦で初得点。

### レフスキ・ソフィアに復帰
2009年2月2日にレフスキ・ソフィアに復帰。背番号は10番となり、3月4日のOFCヴィフレン・サンダンスキ戦で初出場。PFCロコモティフ・プロヴディフ戦では開始18秒で得点を決め、ブルガリアプロサッカーリーグ最速記録となった。同シーズン、レフスキ・ソフィアはリーグを制覇した。
2009-10シーズンはUEFAチャンピオンズリーグ 2009-10のUEサン・ジュリア戦で初得点。12月18日に行われたUEFAヨーロッパリーグ 2009-10のSSラツィオ戦では決勝点を決めた。また、リーグを3位で終えた事により、UEFAヨーロッパリーグ 2010-11の予選出場権を獲得、このシーズンの彼は13得点をあげ、チーム内の得点王となった。
2010-11シーズンはヨーロッパリーグのダンドークFC戦で始まった。彼の11分の得点を皮切りに6得点し快勝した。
2011-12シーズンにも引き続き不動のスターティングメンバーで、23試合8得点の結果を残したが、3月15日のブルガリア・カップ、ロコモティフ・プロヴディフ戦、4月2日のPFCルドゴラツ・ラズグラト戦では退場となった。
2012年7月19日に行われたFKサラエヴォ戦に出場した事によってエリン・トプザコフが持っていたUEFA主催試合ブルガリア人最多出場記録を塗り替えた。最終的にはレフスキ・ソフィアで50試合、リテックス・ロヴェチで16試合に出場したため、UEFA主催試合出場記録は66試合となった。2013年5月6日にプロリーグ300試合出場を達成。

## 代表歴
1998年から2007年にかけて29試合に出場した。

## 政治
2011年、故郷スヴォゲの市長選に出馬し、3位となった。

## 個人成績
2013年5月26日現在
| 1994-95    | レフスキ・ソフィア     |            | A PFG      | 0        | 0                   | 1           | 0           | 1        | 0        |
| 1995-96    | レフスキ・ソフィア     |            | A PFG      | 24       | 10                  | 6           | 1           | 30       | 11       |
| 1996-97    | レフスキ・ソフィア     |            | A PFG      | 21       | 6                   | 7           | 3           | 28       | 9        |
| 1997-98    | レフスキ・ソフィア     |            | A PFG      | 11       | 3                   | 3           | 1           | 14       | 4        |
| ドイツ     | ドイツ                 | ドイツ     | ドイツ     | リーグ戦 | リーグ戦            | DFBポカール | DFBポカール | 期間通算 | 期間通算 |
| 1997-98    | 1860ミュンヘン         |            | ブンデス   | 5        | 0                   | 0           | 0           | 5        | 0        |
| 1998-99    | 1860ミュンヘン         |            | ブンデス   | 4        | 1                   | 0           | 0           | 4        | 1        |
| ブルガリア | ブルガリア             | ブルガリア | ブルガリア | リーグ戦 | リーグ戦            | オープン杯  | オープン杯  | 期間通算 | 期間通算 |
| 1998-99    | ロコモティフ・ソフィア |            | A PFG      | 12       | 6                   | 3           | 0           | 15       | 6        |
| 1999-00    | リテックス・ロヴェチ   |            | A PFG      | 12       | 9                   |             |             |          |          |
| 2000-01    | リテックス・ロヴェチ   |            | A PFG      | 20       | 19                  |             |             |          |          |
| 2001-02    | リテックス・ロヴェチ   |            | A PFG      | 31       | 12                  |             |             |          |          |
| 2002-03    | リテックス・ロヴェチ   |            | A PFG      | 21       | 7                   |             |             |          |          |
| 2003-04    | リテックス・ロヴェチ   |            | A PFG      | 4        | 1                   |             |             |          |          |
| 2004-05    | リテックス・ロヴェチ   |            | A PFG      | 9        | 2                   |             |             |          |          |
| 2004-05    | レフスキ・ソフィア     |            | A PFG      | 9        | 4                   | 2           | 0           | 11       | 4        |
| 2005-06    | レフスキ・ソフィア     | 11         | A PFG      | 19       | 4                   | 2           | 0           | 21       | 4        |
| 2006-07    | レフスキ・ソフィア     | 10         | A PFG      | 24       | 13                  | 6           | 1           | 30       | 14       |
| 2007-08    | レフスキ・ソフィア     | 10         | A PFG      | 11       | 1                   | 2           | 0           | 13       | 1        |
| キプロス   | キプロス               | キプロス   | キプロス   | リーグ戦 | リーグ戦            | オープン杯  | オープン杯  | 期間通算 | 期間通算 |
| 2007-08    | アリス・リマソール     |            | ファースト | 14       | 1                   |             |             |          |          |
| 2008-09    | アポロン・リマソール   | 11         | ファースト | 7        | 2                   |             |             |          |          |
| ブルガリア | ブルガリア             | ブルガリア | ブルガリア | リーグ戦 | リーグ戦            | オープン杯  | オープン杯  | 期間通算 | 期間通算 |
| 2008-09    | レフスキ・ソフィア     | 10         | A PFG      | 11       | 4                   | 2           | 0           | 13       | 4        |
| 2009-10    | レフスキ・ソフィア     | 10         | A PFG      | 24       | 11                  | 0           | 0           | 24       | 11       |
| 2010-11    | レフスキ・ソフィア     | 10         | A PFG      | 16       | 7                   | 0           | 0           | 16       | 7        |
| 2011-12    | レフスキ・ソフィア     | 10         | A PFG      | 25       | 8                   | 3           | 0           | 28       | 8        |
| 2012-13    | レフスキ・ソフィア     | 10         | A PFG      | 15       | 2                   | 2           | 1           | 17       | 2        |
| 通算       | ブルガリア             | ブルガリア | A PFG      | 319      | 121\|\|\|\|\|\|\|\| |             |             |          |          |
| 通算       | ドイツ                 | ドイツ     | ブンデス   | 9        | 1                   | 0           | 0           | 9        | 1        |
| 通算       | キプロス               | キプロス   | ファースト | 21       | 3\|\|\|\|\|\|\|\|   |             |             |          |          |
| 総通算     | 総通算                 | 総通算     | 総通算     | 349      | 16\|\|\|\|\|\|\|\|  |             |             |          |          |

## タイトル
レフスキ・ソフィア
- ブルガリアプロサッカーリーグ: 1995, 2006, 2007, 2008
- ブルガリア・カップ: 2005, 2007
- ブルガリア・スーパーカップ: 2005, 2007, 2009